# 휠체어 경사로

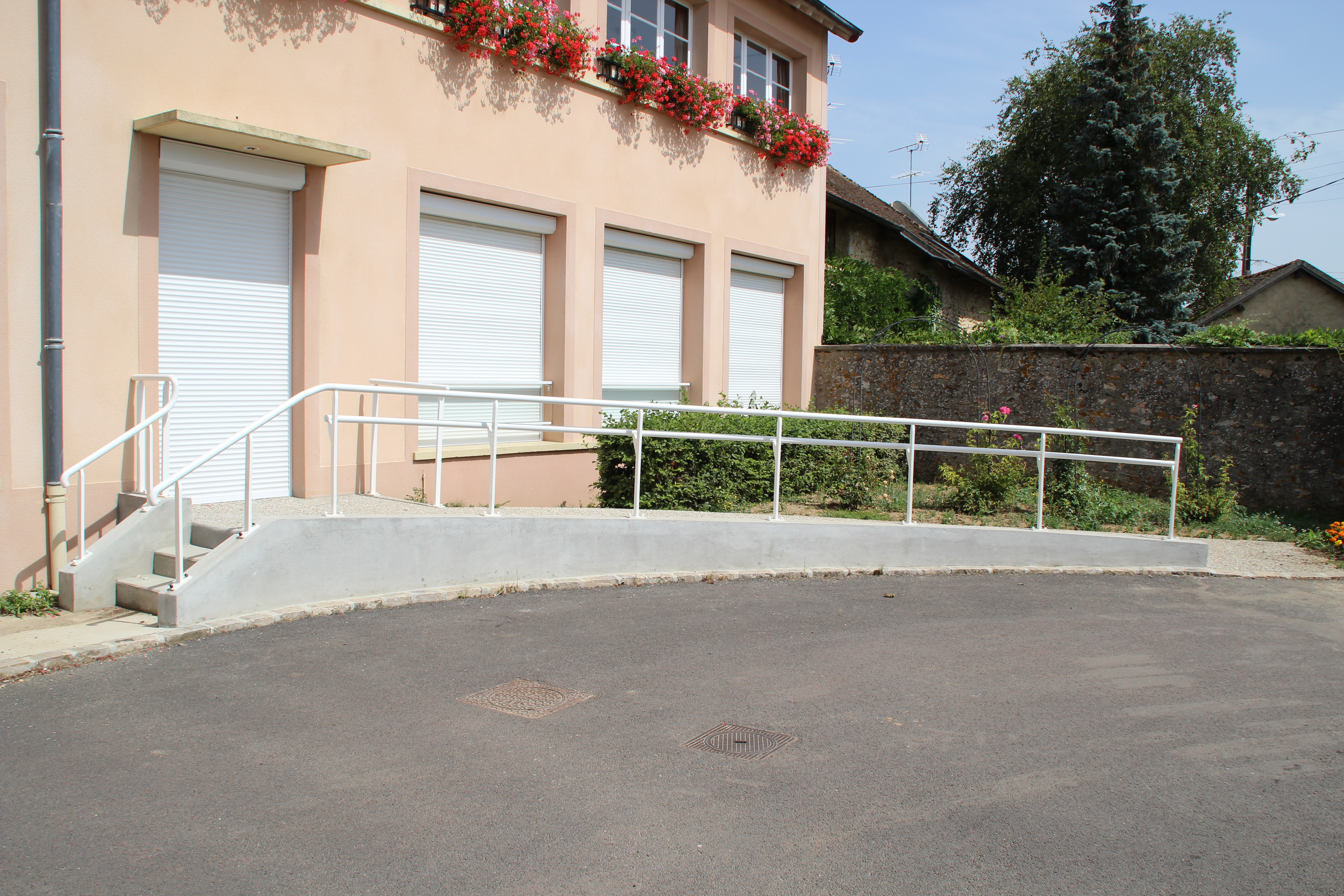

휠체어 경사로는 휠체어를 포함한 바퀴 달린 물건이 건물이나 높이가 다른 지역 사이에 쉽게 진입할 수 있게 하기 위해 설치하는 경사면이다.

## 종류

### 고정형
건물, 육교 등 수직 높이 변화가 급격한 곳에 설치하는 경사로. 신축 건물에 설치할 경우 기울기가 12분의 1 이하여야 한다. 인도를 차지해도 도로법 제55조 10호에 따르면 도로 점용 허가를 받을 수 있고 제68조 7호에 따르면 도로 점용료를 감면받을 수 있다고 한다.

### 차량용
모든 초저상버스와 이지무브 차량에 설치되고 있다. 일본에서는 초저상버스 말고도 계단이 한 개 있는 중저상버스에도 설치되어 있다. 열차에서는 계단이 두 개 이상이여도 경사로가 설치되고 있으며 코레일은 무궁화호 객차와 KTX-산천 400호대(KTX-평창)에 슬라이드식 경사로를 설치했다.
경사로를 작동시키는 방법은 자동과 수동으로 나뉘고 펼치는 방법은 바닥 아래에 내장된 판이 슬라이딩으로 나오는 방식과 접이식 방식으로 나뉜다.

### 이동식 경사로
옮기기 쉽게 되어있고 필요할 때 펼쳐서 쓰는 경사로다. 평소에는 접거나 말아서 보관하게 되어있다.
코레일은 내장 경사로가 없는 여객차량(KTX, RDC 등)에 휠체어 승객을 탑승시키기 위해 차랑에 이동식 경사로를 비치해두거나 저상 플랫폼에 높이를 조절할 수 있는 유압식 경사로를 사용한다. KTX-산천과 RDC 무궁화호에 비치한 롤케이지식 경사로는 고정장치가 없기 때문에 사고 위험이 크다. KTX 정차역에는 리프트가 구비되어 있기 때문에 KTX-산천의 롤 경사로는 쓸일이 없지만, 간이역에 서는 일이 많은 무궁화호는 여전히 롤 경사로를 사용하고 있다. ITX-새마을과 누리로는 차내 공간에 평판 경사로를 비치하고 있다.